# Villaurbana
Villaurbana es un municipio situado en el territorio de la Provincia de Oristán, en Cerdeña (Italia).

## Demografía
| Gráfica de evolución demográfica de Villaurbana entre 1861 y 2001 |
|                                                                   |
| Fuente ISTAT - elaboración gráfica de Wikipedia                   |